# Pont de Catane
Pour les articles homonymes, voir Catane (homonymie).
Le pont de Catane est, historiquement, le troisième site de franchissement du Drac à Grenoble. Il relie le quartier des Grands Boulevards et des Eaux-Claires à Grenoble, en rive droite à la ville de Seyssinet-Pariset, en rive gauche.
Il s'agit d'un double pont routier, construit en acier et en béton armé, franchissant également l'autoroute A480 avec un échangeur autoroutier desservant les deux communes. Ce pont permet également le passage de la ligne C du tramway de Grenoble.

## Situation et description

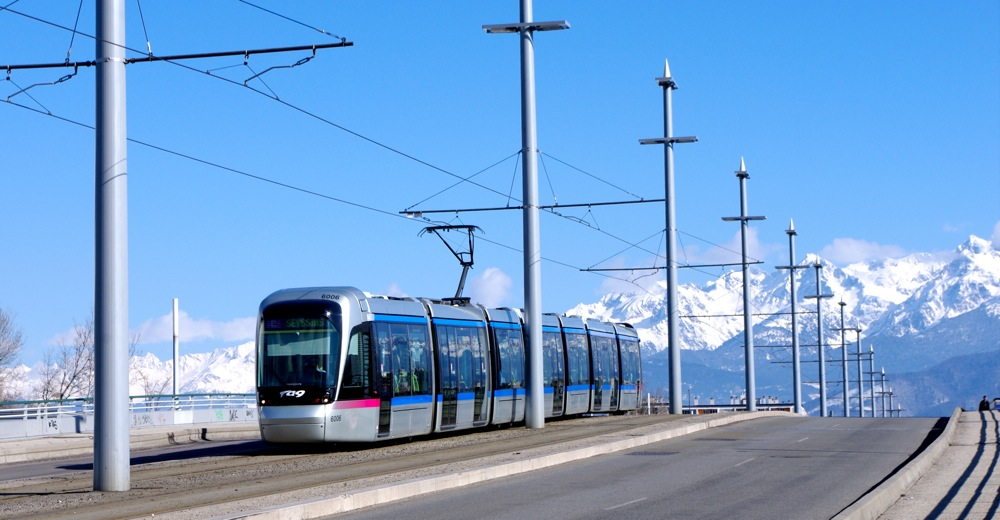
Le tramway sur le pont de Catane.

Situé à l'ouest de l'agglomération grenobloise, le pont de Catane franchit le Drac, un des principaux affluents de l'Isère, l'autoroute A480 entre Grenoble et Seyssinet-Pariset, la voie verte de la digue du Drac et la rue du progrès à Seyssinet-Pariset.
Ce pont permet le passage routier sous la forme d'une 2 x 2 voies séparés, une ligne de tramway, une voie cyclable et un passage piétons, tous séparés grâce à l'installation de voies dédiées. 
L'ouvrage est également relié à un échangeur routier entre l'autoroute A480 et la route départementale 1532 qui emprunte ce pont et permet de relier Grenoble à la ville de Valence.
- 3 : Grenoble-centre, Seyssinet-Pariset, Z.I. des Vouillands

L'ouvrage porte le nom de la ville italienne de Catane (Sicile), jumelée avec la ville de Grenoble depuis 1961.

## Histoire

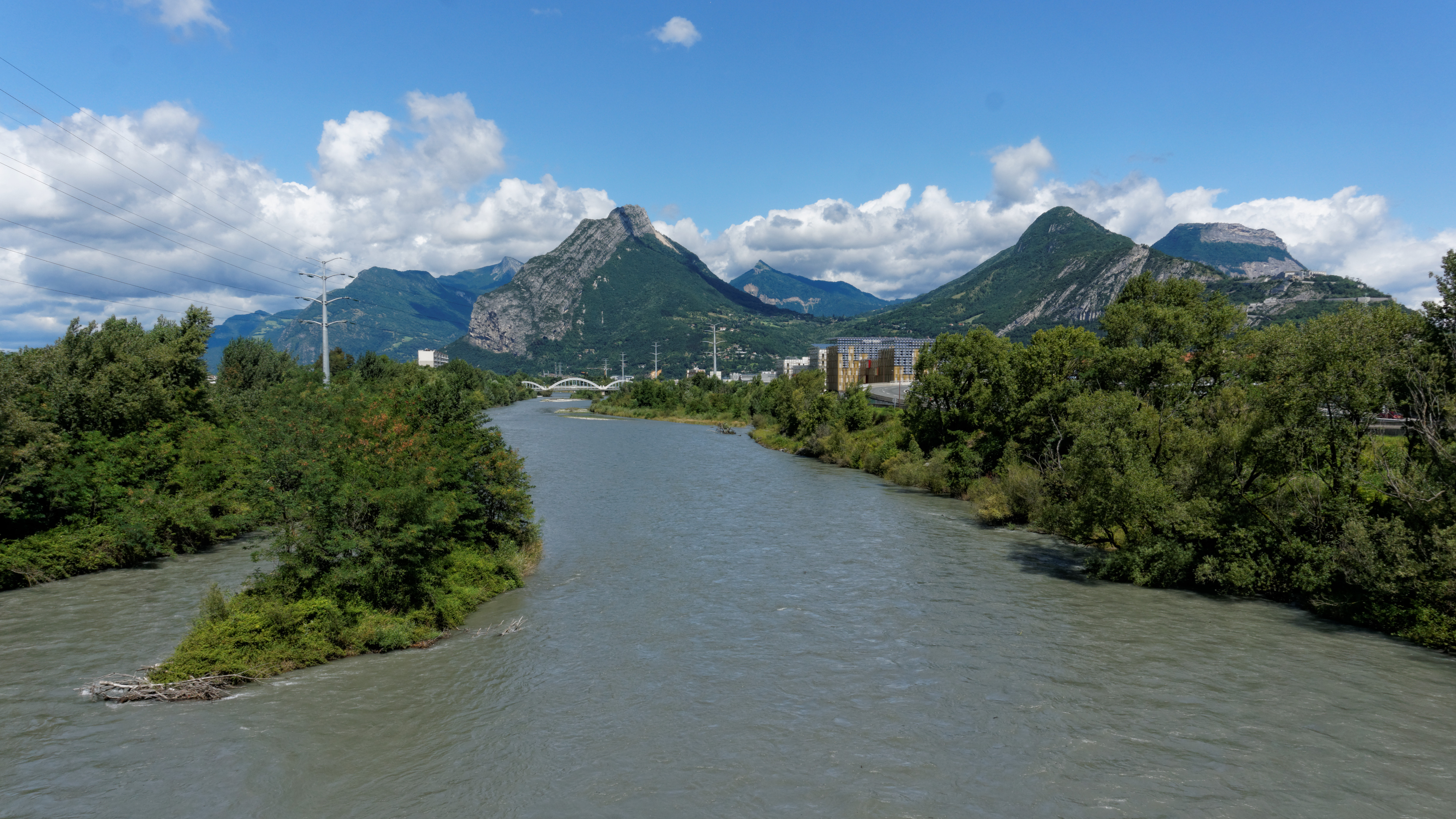
Vue sur le pont du Drac depuis le pont de Catane.

Construit en 1956, le pont de Catane est le troisième édifice à franchir le Drac à Grenoble, bien après la construction du pont suspendu du Drac en 1827et celle du pont du Vercors en 1887. Ces ponts relient Grenoble avec la commune de Fontaine, située au nord du pont de Catane.
Le pont Esclangon qui relie également Fontaine et Grenoble a, quant à lui, été inauguré en 1986, soit trente ans après le pont de Catane. 
En 2005, le pont est doublé dans sa largeur afin de permettre son franchissement par la ligne C du tramway de Grenoble qui relie la ville de Seyssins (terminus Le Prisme) au campus universitaire de Grenoble à Saint-Martin d'Hères (terminus Condillac Universités).
En mars 2019, la presse relate la mort accidentelle de deux jeunes originaires de la cité Mistral survenue sur le pont de Catane alors qu'ils tentaient d'échapper à la police avec un scooter, événement qui entraîne des émeutes urbaines dans ce quartier durant les premiers jours de ce mois.
Ce secteur a été affecté par les travaux d'aménagement de l'A480 en 2 x 3 voies, notamment par la fermeture de bretelles d'accès en 2020. Le pont a été partiellement fermé à la circulation routière (à l'exception des autobus) du 20 juillet 2020 au 18 septembre 2020 afin de préparer le déplacement des piles du pont, le ripage ayant été effectué dans la journée du 17 août 2020.